# Ana Esperanza Franco-Molano
Ana Esperanza Franco-Molano ( 1963 ) es una micóloga, y taxónoma colombiana. Ha trabajado extensamente con investigaciones en géneros de hongos del orden Agaricales.
En 1983, obtuvo su licenciatura en Biología por la Universidad de Antioquia, con una síntesis final de graduación sobre Análisis de La Contaminación Fecal del Estuario del Río Gaira y la costa adyacente del Balneario El Rodadero, Santa Marta, Colombia. En 1991, obtuvo la M.Sc. por la Universidad de Nueva York, con la tesis El Género Lepiota s.s. Luego en 1993, su Ph.D. por la misma casa de altos estudios, realizando la defensa de la tesis titulada The Genus Lepiota s.s with observations on related taxa found in Colombia. Y entre 1993 a 1995, un postdoctorado en el Centraalbureau Voor Schimmelcultures Archivado el 30 de enero de 2017 en Wayback Machine., de Utrecht, Países Bajos, donde además desarrolló actividades docentes de enero de 1997 hasta octubre de 2006.
Desarrolla actividades académicas en la Universidad de Antioquia como coordinadora de biotecnología. Ha sido docente de cátedra de la Pontificia Universidad Javeriana, y orientadora en varios cursos de Taxonomía de Hongos. Es parte del Laboratorio de Taxonomía y Ecología de Hongos de la Universidad de Antioquia y actualmente es la webmaster de la página del grupo.

## Algunas publicaciones
- ana e. franco-Molano. 2011. "Amatoxin and phallotoxin composition in species of the genus Amanita in Colombia: A taxonomic perspective". Toxicon 58: 583 - 590 ISSN 0041-0101 Ed. Pergamon Press

- ---------------------------, adriana Corrales, Aída m. vasco Palacios. 2010. "Macrohongos de Colombia II. Listado de las especies de oedenes, Agaricales, Boletales, Cantharellales y Russulales (Agaricomycetes - Basidiomycota)". Actualidades Biológicas 32 (92 ): 89 - 104 ISSN 0304-3584

- amanda i. mejía Gallón, carolina arboleda Eechavarría, ana e. franco-Molano, gloria a. jiménez Tobon, muchel Penninck. 2008. "Autochthonous white rot fungi from the tropical forest of Colombia for dye decolourisation and ligninolytic enzymes production". Sydowia 60 (2 ): 165 - 180 ISSN 0082-0598

- carmen e. usuga Osorio, ana e. franco-Molano, carlos a. Lopera, Darío a. castaneda Sánchez, Andrés f. Gómez. 2008. "Efecto de la Micorrización y la Fertilización en la Acumulación de Biomasa en Plantas de Banano ( Musa AAA cv. Gran Enano) ( Musaceae)". Rev. Facultad Nacional De Agronomía - Medellín ISSN 0304-2847 ed: Universidad Nacional de Colombia

- adriana Ortíz, ana e. franco-Molano, Mauricio Bacci jr. 2008. "A new species of Leucoagaricus (Agaricaceae) from Colombia". Mycotaxon 106: 371 - 378 ISSN 0093-4666

- rodham Tulloss, ana e. franco-Molano. 2008. "Studies in Amanita subsection Vittadiniae I a new species from Colombian savanna". Mycotaxon 105: 317 - 323 ISSN 0093-4666

- Darío a. castaneda Sánchez, ana e. franco-Molano, carmen e. usuga Osorio. 2008. "Multiplicación de Hongos Micorriza Arbuscular (H.M.A) y efecto de la micorrización en plantas micropropagadas de banano (Musa AAA cv. Gran Enano) (Musaceae)". Rev. Facultad Nac. de Agronomía - Medellín 61: 4279 - 4290 ISSN 0304-2847

- Aída m. vasco Palacios, sandy c. suaza Blandón, Mauricio castaño Betancur, ana e. franco-Molano. 2008. "Conocimiento etnoecólogico de los hongos entre los indígenas Uitoto, Muinane y Andoke de la amazonía colombiana". Acta Amazônica 38: 17 - 30 ISSN 0044-5967

- ana e. franco-Molano, carlos lópez Quintero. 2007. "A new species of Hygroaster (Hygrophoraceae, Agaricales) from Colombia". Mycotaxon 99: 189 - 195 ISSN 0093-4666

- ---------------------------, Gastón Guzmán, florencia Ramírez Guillén. 2007. "New section and new species of a bluing Psilocybe (Fungi, Basidiomycotina, Agaricales) from Colombia". Rev. de la Acad. Col. de Ciencias Exactas, Fís. y Nat. 31: 469 - 472 ISSN 0370-3908

- ---------------------------, timothy Baroni, daniel Linndner, egon Horak, valerie Hofstetter, jean Lodge. 2007. "Arthromyces and Blastosporella, two new genera of conidia-producing lyophylloid agarics (Agaricales, Basidiomycota) from the neotropics". Mycological Res. 111: 572 - 580 ISSN 0953-7562 Ed. Cambridge Univ. Press

- ---------------------------, florencia Ramírez Guillén, Gastón Guzman. 2007. "New Section and New species of a bluing Psilocybe (Fungi, Basidiomycotina, Agaricales) from Colombia". Rev. de la Academia Col. de Ciencias Exactas, Físicas y Nat. 31: 469 - 472 ISSN 0370-3908 Ed. Univ. Nacional De Colombia Sede Bogotá

- Aída m. vasco Palacios, ana e. franco-Molano. 2005. "A new species of Gloeocantharellus Fungi (Basidiomycetes) from Colombian Amazonia". Mycotaxon 91: 87 - 92 ISSN 0093-4666

- ----------------------------, ana e. franco-Molano, carlos lópez Quintero, teun Boekhout. 2005. "Macromicetes (Ascomycota, Basidiomycota) de la Región del Medio Caquetá, departamentos de Caquetá y Amazonas (Colombia)". Biota Colombiana 6 (1 ): 127 - 1401 ISSN 0124-5376 en línea

- ----------------------------, --------------------------. 2005. "A new species of Gloeocantharellus (Fungi – Basidiomycetes) from Colombian Amazonia". Mycotaxon 91: 87 - 92 ISSN 0093-4666

- carlos a. lópez Quintero, ana e. franco-Molano, teun Boekhout, Aída m. vasco Palacios. 2005. "Macromycetes Ascomycota, Basidiomycota de región del medio Caquetá, departamentos de Caquetá y Amazonas (Colombia)". Biota Colombiana 6 (1 ): 120 - 140 ISSN 0124-5376

- ana e. franco-Molano. 2005. "Actividad leishmanicida de Pycnoporus sanguineus". Actualidades Biológicas 27: 39 - 42 ISSN 0304-3584

- ---------------------------, carmen e. usuga Osorio. 2002. "Identificación Taxonómica de Hongos Micorriza Arbuscular (M.A.) en Agroecosistemas Bananeros del Urabá Antioqueño". En: Colombia. Augura 1 (213 ): 20 - 23 ISSN 0123-1871

- ruth a. Gómez, ana e. franco-Molano. 2001. "A new species of Gloiocephala from Colombia". Mycotaxon 80: 447 - 452 ISSN 0093-4666

- emilce uribe Calle, ana e. franco-Molano. 2000. "Hongos Agaricales y Boletales de Colombia". En: Colombia. Biota Colombiana 1: 25 - 43 ISSN 0124-5376 Ed. Rev. Biota Colombiana [www.humboldt.org.co/biota/index.php/Biota/article/download/2/2 en línea]

### Libros y capítulos
- maría c. cepero de García, silvia restrepo Restrepo, ana e. franco-Molano, martha cárdenas Toquica, natalia vargas Estupinan. 2012. "Biología de Hongos". En: Colombia. Ed. Ediciones Uniandes 520 pp. ISBN 978-958-695-701-4

- ana e. franco-Molano, adriana Corrales, maría c. Diez. 2008. "Macromicetes asociados a un fragmento de bosque altoandino dominado por Retrophyllum rospigliosii (Pilg.) C.N. Page, en la cordillera occidental colombiana". Ecología de bosques andinos. En: Colombia. 127 - 148 ISBN 9789587280

- carlos a. lópez Quintero, Aída m. vasco Palacios, ana e. franco Molano. 2007. "Macrohongos de un bosque de roble Quercus humboldtii (Fagaceae)" Reserva Natural Regional Cuchilla Jardín Támesis Antioquia: Una Mirada A Su Biodiversidad. En: Colombia 21 - 33 ISBN 978-958-97427-3-0

- Aída m. vasco Palacios, carlos lópez Palacios, teun Boekhout, ana e. franco-Molano. 2005. "Macrohongos de la región del Medio Caquetá, Colombia. Guia de Campo". En: Colombia. Ed. Multimpresos Ltda. 216 pp. ISBN 958-655-910-6

- ana e. franco-Molano, ruth aldana Gómez, roy e. Halling. 2000. "Setas de Colombia (Agaricales, Boletales y otros hongos)". En: Colombia. Ed. Multiimpresos 156 pp. ISBN 958-655-457-0

## Honores
- 1998: beca NUFFIC, Tropenbos
- 1997: beca honorary research associate, The New York Bot. Garden
- 1987: beca para estudiantes de postgrado, The New York Bot. Garden, Bronx, Nueva York
- 1992: beca Burlingham y Lawrence Conoco, The New York Bot. Garden
- 1992: beca para pasantías, Field Museum of Nat. History
- 1991: beca Friends of Farlow, Farlow Herbarium
- 1991: beca Burlingham, New York Bot. Garden
- 1990: beca Lawrence-Conoco, New York Bot. Garden
- 1981: beca para estudiantes de pregrado, Instituto De Investigaciones Marinas Y Costeras de Punta De Betin. Invemar

Miembro de
- International Mycologiacl Association: Organizaciones Regionales de Micología[4]
- La abreviatura «Franco-Mol.» se emplea para indicar a Ana Esperanza Franco-Molano como autoridad en la descripción y clasificación científica de los vegetales.[5]